# 口咽呼吸道 (醫材)
口咽呼吸道（英文：Oral Airway丶Oropharyngeal Airway 簡稱：OPA）是一種可以勾著舌頭防止舌頭堵住呼吸道的輔助呼吸道。常見尺寸有60毫米、70毫米、80毫米、90毫米、100毫米、110毫米，如果尺寸不合，可能會導致氣管流血。口咽呼吸道大部分由塑膠製成的。

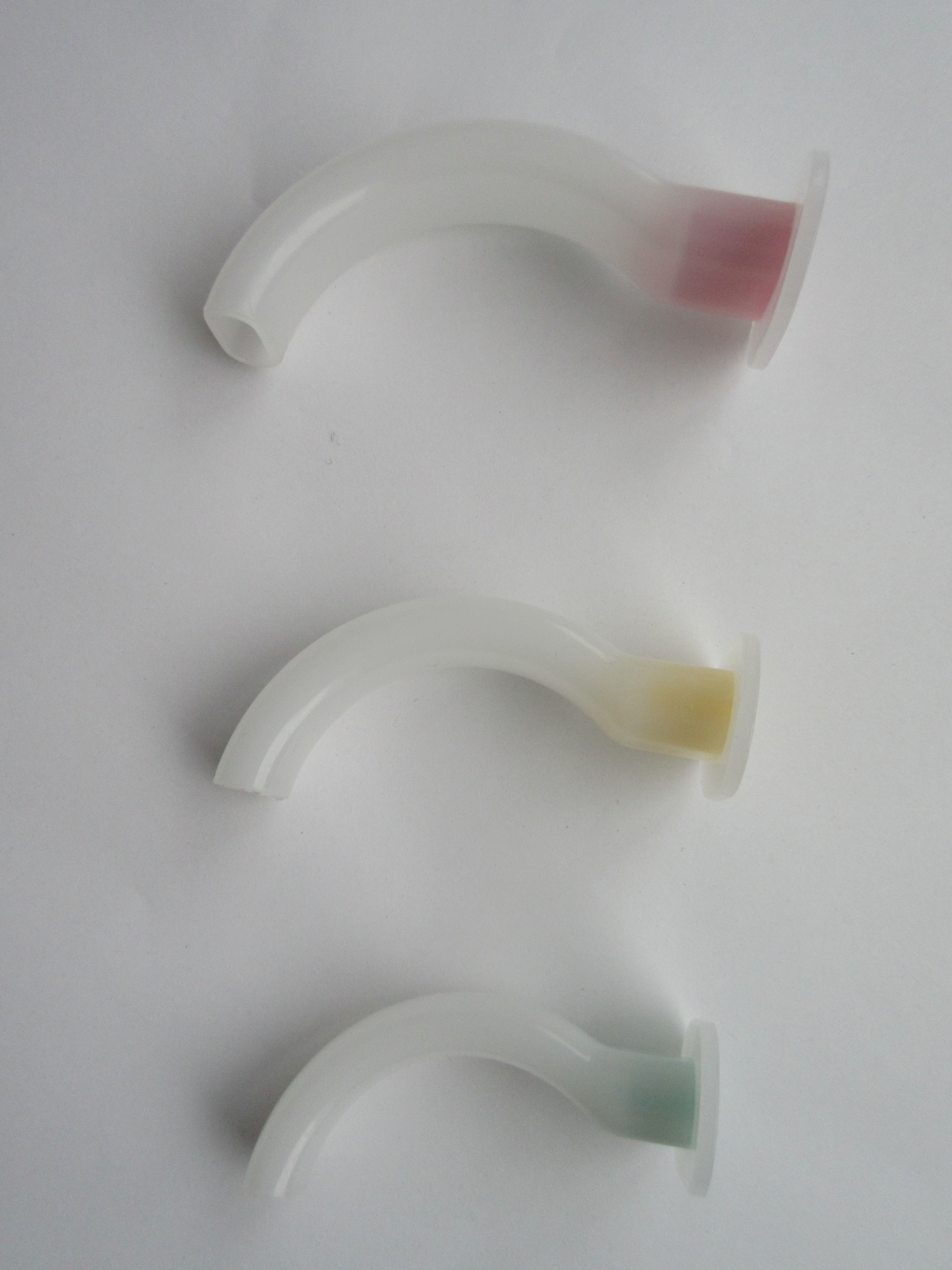
口咽呼吸道。

## 適應症
口咽呼吸道的適應症有：意識不清、呼吸時有鼾音。

## 禁忌症
口咽呼吸道的禁忌症有：有嘔吐反射、咳嗽。（如有，可改使用鼻咽呼吸道。）

## 操作步驟
步驟一：打開呼吸道。步驟二：凹面朝下，量測嘴角至耳垂所需距離，選擇適當的口咽呼吸道。步驟三：以拇指交叉法打開嘴巴。步驟四：凹面朝上推入硬顎處。步驟五：180度反轉後，下放至嘴唇。
註：如是兒童，以壓舌板壓著舌頭後，凹面朝下直接將口咽呼吸道置入。